# Freudenreichalm
Die Untere Freudenreichalm und die Obere Freudenreichalm sind Almen in den Bayerischen Voralpen. Sie liegen auf dem Gemeindegebiet von Schliersee an den Westhängen der Brecherspitz.
Die Almen sind am einfachsten vom Schlierseer Ortsteil Breitenbach durch das Tufttal erreichbar. Ein Übergang zur Ankelalm besteht über den Freudenreichsattel, auf dem sich auch die baudenkmalgeschützte Freudenreichkapelle befindet.
Die Almen waren bereits auf der Uraufnahme namentlich erwähnt.